# Schmuckzeichen
Ein Schmuckzeichen ist in der Typografie ein Zeichen, dessen Verwendung im Gegensatz zu einem Satzzeichen nicht durch orthografische Regeln vorgegeben ist, sondern das nach rein ästhetischen Erwägungen innerhalb und außerhalb von Fließtext angewendet werden kann. Im Gegensatz zu ikonischen, symbolischen oder indexikalischen Schriftzeichen vermittelt ein Schmuckzeichen keinen Bedeutungsinhalt. Ein Beispiel ist das Aldusblatt.
Ein Schmuckzeichen kann auch anstelle eines Satzzeichens verwendet werden, sofern das ersetzte Satzzeichen durch die Form oder die Platzierung des Schmuckzeichens für den Leser identifizierbar bleibt. Ein Anwendungsbeispiel ist die Verwendung eines einheitlichen Schmuckzeichens anstelle des Satzendepunktes am Ende einzelner Artikel in einer Zeitschriftenausgabe.